# برادران سوپر ماریو
سوپر ماریو بروس. (به ژاپنی: スーパーマリオブラザーズ ,Sūpā Mario Burazāzu) که در ایران با نام قارچ‌خور نیز شناخته می‌شود، یک بازی ویدئویی به سبک سکوبازی است که در سال ۱۹۸۵ توسط شرکت ژاپنی نینتندو برای کنسول‌های ان‌ای‌اس به بازار عرضه شد. بازی برادران سوپر ماریو بار اول در سال ۱۹۸۵ در ژاپن و آمریکای شمالی منتشر شد. دو سال پس از آن به اروپا و استرالیا راه یافت. این بازی بیش از ۴۰ میلیون نسخه در سراسر جهان فروخته‌است که به عنوان عامل موفقیت نینتندو شناخته می‌شود، همچنین باعث شد که رکود دو ساله فروش بازی در ایالات متحده که از سال ۱۹۸۳ شروع شده بود پایان یابد. همچنین برای این بازی پرفروش یک انیمیشن هم ساخته شده است. ادامه‌های بسیار زیادی برای این بازی کلاسیک توسط این شرکت یا شرکت‌های دیگر ساخته شده است. خلاصه داستان: باوزر مردم شهر را به بلوک تبدیل کرده است و تنها کسی که می تواند مردم بیچاره را نجات دهد پرنسس پیچ است که اسیر باوزر شده است. ماریو و (لوئیجی در بازی دو نفره) باید پرنسس پیچ را نجات دهند.
برادران سوپر ماریو به همراه دنباله‌های خود با فروش نزدیک به بیش از ۷۵۰ میلیون نسخه از بازی، به عنوان پرفروش‌ترین فرنچایز بازی در طول تاریخ شناخته می‌شود.